# James Dunn
James Howard Dunn (New York, 2 novembre 1901 – Santa Monica, 3 settembre 1967) è stato un attore statunitense.
Vinse il premio Oscar al miglior attore non protagonista nel 1946 per l'interpretazione di Johnny Nolan, il padre alcolizzato ma di buon cuore in Un albero cresce a Brooklyn.

## Biografia
Per un certo periodo James Dunn seguì le orme professionali del padre, agente di cambio a New York. Successivamente iniziò la carriera artistica compiendo il proprio apprendistato nel vaudeville, prima di passare al cinema alla fine degli anni venti per lavorare come generico negli studi newyorkesi della Paramount ad Astoria. Nel 1931 firmò un contratto con la 20th Century Fox e attirò l'attenzione di pubblico e critica fin dal suo primo film, Bad Girl (1931), per la regia di Frank Borzage.
Tra gli altri film interpretati da Dunn durante gli anni trenta, da ricordare Society Girl (1932), in cui l'attore impersonò un pugile distratto dalla propria ragazza (Peggy Shannon), al fianco di Spencer Tracy nella parte del suo frustrato manager sportivo; e Hello, Sister! (1933), versione ispirata al film di Erich Von Stroheim Walking Down Broadway. Tra gli altri successi di Dunn nel decennio, si ricordano i quattro film interpretati al fianco di Shirley Temple, Il trionfo della vita (1933), Piccola stella (1934), Primo amore (1934) e La mascotte dell'aeroporto (1934).
Nella seconda metà del decennio la carriera di Dunn andò incontro al declino, complice anche la battaglia dell'attore contro l'alcolismo. Tuttavia, nel 1945 la sua performance in Un albero cresce a Brooklyn gli valse il premio Oscar al miglior attore non protagonista, per il ruolo di un padre irlandese alcolizzato ma bonario, un sognatore capace di regalare gioia a chi gli sta intorno, pur non essendo un vincente.
Il ritorno al successo fu però di breve durata e per Dunn non si concretizzarono ulteriori prospettive di carriera. Dopo il 1950, apparve in soli tre film, Il letto di spine (1960), Le avventure di un giovane (1962) e Tramonto di un idolo (1966), ma continuò a lavorare per la televisione fino alla sua morte. Dal 1954 al 1956 recitò nel ruolo di Earl Morgan, cognato della protagonista Amy Morgan (Frances Bavier) nella sitcom It's a Great Life.

## Vita privata
Dopo il divorzio dalla prima moglie Edna O'Lier, dal 1938 al 1942 Dunn fu sposato con l'attrice Frances Gifford. Nel 1945 sposò la sua terza moglie, Edna Rush, che gli fu accanto fino alla morte nel 1967, all'età di 65 anni, per complicazioni dopo un intervento chirurgico allo stomaco.
James Dunn ha due stelle sulla Hollywood Walk of Fame, per i suoi contributi al cinema al 6555 di Hollywood Boulevard, e alla televisione al 7010 di Hollywood Boulevard.

## Filmografia parziale

### Cinema
- Bad Girl, regia di Frank Borzage (1931)
- Hello, sister! (1933)
- Take a Chance, regia di Monte Brice e Laurence Schwab (1933)
- Il trionfo della vita (Stand Up and Cheer!), regia di Hamilton MacFadden (1933)
- The Girl in 419, regia di Alexander Hall e George Somnes (1933)
- Marinai a terra (Sailor's Luck), regia di Raoul Walsh (1933)
- Primo amore (Change of Heart), regia di John G. Blystone (1934)
- Piccola stella (Baby Take a Bow), regia di Harry Lachman (1934)
- Luci nel cuore (Have a Heart), regia di David Butler (1934)
- La mascotte dell'aeroporto (Bright Eyes), regia di David Butler (1934)
- George White's 1935 Scandals, regia di George White (1935)
- Hearts in Bondage, regia di Lew Ayres (1936)
- Capriccio di un giorno (We Have Our Moments), regia di Alfred L. Werker (1937)
- Il pilota della morte (Mercy Plane), regia di Richard Harlan (1939)
- Acciuffate quella donna (Hold That Woman!), regia di Sam Newfield (1940)
- Se non ci fossimo noi donne (Government Girl), regia di Dudley Nichols (1943)
- Un albero cresce a Brooklyn (A Tree Grows in Brooklyn), regia di Elia Kazan (1945)
- Pugno di ferro (Killer McCoy), regia di Roy Rowland (1947)
- Texas, Brooklyn and Heaven, regia di William Castle (1948)
- Il letto di spine (The Brumble Bush), regia di Daniel Petrie (1960)
- Le avventure di un giovane (Hemingway's Adventure of a Young Man), regia di Martin Ritt (1962)
- Tramonto di un idolo (The Oscar), regia di Russell Rouse (1966)

### Televisione
- General Electric Theater – serie TV, episodio 2x24 (1954)
- Damon Runyon Theater – serie TV, episodio 1x17 (1955)
- Screen Directors Playhouse – serie TV, episodio 1x18 (1956)
- Climax! – serie TV, episodi 2x18-4x05 (1956-1957)
- Ricercato vivo o morto (Wanted: Dead or Alive) – serie TV, episodio 1x23 (1959)
- Gli uomini della prateria (Rawhide) – serie TV, episodio 2x13 (1960)
- The Investigators – serie TV, episodio 1x11 (1961)
- Carovana (Stagecoach West) – serie TV, episodio 1x19 (1961)
- Follow the Sun – serie TV, episodio 1x29 (1962)
- Going My Way – serie TV, episodio 1x11 (1962)
- Ben Casey – serie TV, 2 episodi (1962-1963)
- La grande avventura (The Great Adventure) – serie TV, episodi 1x02-1x03 (1963)
- Vacation Playhouse – serie TV, episodio 1x06 (1963)
- Il virginiano (The Virginian) – serie TV, episodio 3x15 (1964)
- Branded – serie TV, episodio 1x11 (1965)

## Doppiatori italiani
- Carlo Romano in Se non ci fossimo noi donne...!
- Gino Baghetti in Le avventure di un giovane
- Massimo Rinaldi in La mascotte dell'aeroporto (ridoppiaggio)